# 蒙舍夫雷勒
蒙舍夫雷勒（法語：Montchevrel，法語發音：[mɔ̃ʃəvʁɛl] ⓘ）是法国奥恩省的一个市镇，位于该省南部偏东，属于阿朗松区。

## 地理
蒙舍夫雷勒（48°34'23"N, 0°20'21"E）面积10.8 平方千米，位于法国诺曼底大区奧恩省，该省份为法国西北部内陆省份，北起顺时针与卡爾瓦多斯省、厄尔省、厄尔-卢瓦省、萨尔特省、马耶讷省和芒什省接壤。
与蒙舍夫雷勒接壤的市镇（或旧市镇、城区）包括：库尔托梅、萨尔特河畔圣斯科拉斯、布瓦特龙、勒沙朗日、拉勒、勒梅尼勒吉永、圣奥班达珀奈、旧圣日耳曼。

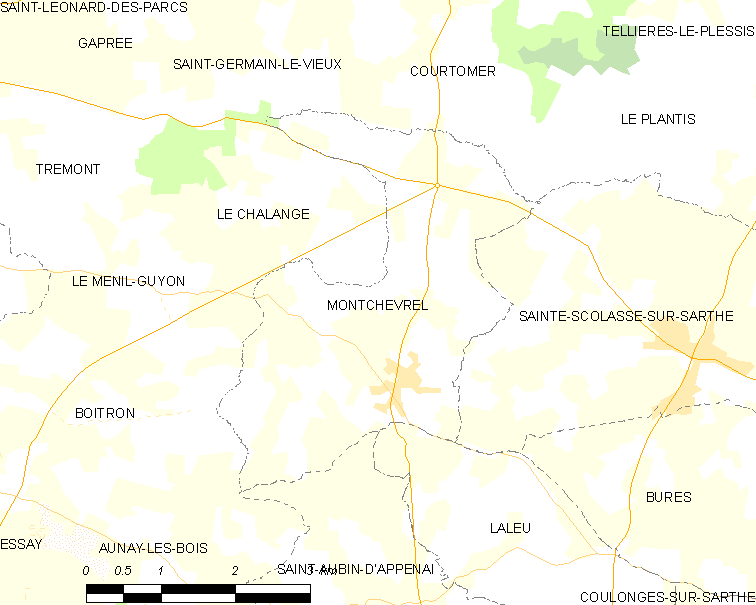
蒙舍夫雷勒的OSM定位图

蒙舍夫雷勒的时区为UTC+01:00、UTC+02:00（夏令时）。

## 行政
蒙舍夫雷勒的邮政编码为61170，INSEE市镇编码为61284。

## 政治
蒙舍夫雷勒所属的省级选区为埃库沃县。

## 人口

1962-2008年间蒙舍夫雷勒人口变化图示

蒙舍夫雷勒于2022年1月1日时的人口数量为233人。